# Замок Эшфорд
Замок Эшфорд (англ. Ashford Castle) — один из замков Ирландии, расположенный в графстве Мейо и построенный в викторианском стиле. На сегодняшний день является гостиницей и входит в маркетинговую организацию «Лучшие отели мира».

## История
Замок Эшфорд был построен домом Бёрков ирландской ветвью рода Де Бургов на месте древнего ирландского монастыря в 1228 году. Феодалы Бёрк владели замком Эшфорд более 300 лет. Но потом возникла вражда между Берко и английским феодалом сэром Ричардом Бингемом, который имел титул лорда-президента Коннахта. Битва между ними завершилась перемирием, а в 1589 году замок достался Ричарду Бингему, который дополнительно его укрепил.
Доминик Браун, барон Оранмор и Браун получил замок Эшфорд в качестве дара от короля то ли в 1670, то ли в 1678 году. В 1715 году замок Эшфорд был перестроен кланом Браун: был построен охотничий домик в стиле французских замков XVII века. Сохранились двуглавые орлы на крышах — герб клана Браун.
Как известно из записей 1814 года — в конце XVIII века одна из ветвей клана Браун населяла этот замок, а в начале XIX века кастеляном замка был Томас Элвуд, который состоял на службе клана Браун.

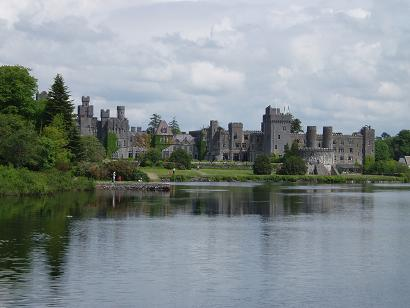
Вид на Замок Эшфорд с Лох-Корриб.

 В 1852 году замок и поместье купил Бенджамин Ли Гиннесс. Он достроил два больших дома-пристройки в викторианском стиле, расширил имение в 26000 акров, построил новые дороги, посадил тысячи деревьев. Замок упоминается в книге сэра Уильяма Уайльда о графстве Голуэй. После смерти Бенджамина Ли Гиннесса в 1868 году замок и усадьба перешли к его сыну Артуру, лорду Ардилауну, расширившему замок, пристроив к нему сооружения в неоготическом стиле.
Замок и усадьбу унаследовал племянник Ардилауна — Эрнест Гиннесс. Замок он подарил правительству Ирландии в 1939 году, его сразу купил Ноэл Гуггард, который превратил замок в отель. Отель пользовался популярностью у любителей рыбачить и охотиться. Родители Ноэла Гуггарта работали в гостиничном бизнесе с 1910 года. Его внучки — Луиза и Пола владеют гостиницей и по сей день.[когда?]
В 1951 году в замке Эшфорд снимался фильм «Тихий человек» с актёрами Джоном Уэйном и Морин О’Хара в главных ролях. В последние годы замок используется для различных фильмов и сериалов на тему средневековья.
В 1970 году замок купил Джон Малкахи, который полностью реставрировал замок, расширил его, построил поля для гольфа, новое крыло и разбил новые сады. В 1985 году замком заинтересовалась группа американо-ирландских инвесторов. Замок был продан им в 2007 году за 50 миллионов евро. Пока долг не был выплачен, отель находится под управлением Национального агентства активов Ирландии, отель финансировался Банком Шотландии (Ирландия). Отель является действующим предприятием компании «Тифко Отель Групп». В сентябре 2012 года он был признан лучшим курортом в Ирландии и третьим лучшим отелем в Европе по версии «Condé Nast Traveler».
В октябре 2012 года отель был выставлен на продажу и был оценен в 25 миллионов евро, в нём было 83 номеров, шесть из которых люксы (Баррет планировал добавить ещё 13 пентхаусов и 30 лож, но этот план не был осуществлен). В мае 2013 года отель был куплен компанией «Red Carnation Hotels» (владеющей несколькими другими отелями стоимостью в 20 миллион евро и принадлежащей The Travel Corporation) с планами сделать капитальный ремонт и продать отель, с сохранением рабочих мест. На момент продажи замок Эшфорд был прибыльным как отель.
В январе 2014 года новые владельцы приобрели землю по соседству, чтобы увеличить размеры курорта. Сам замок Эшфорд должен был открыться 14 марта после капитального ремонта, который начался в начале января.